# Гаспаре Траверсі
Гаспаре Траверсі (італ. Gaspare Traversi, 1723, Неаполь — 1 листопада, 1770, Рим) — італійський художник  доби пізнього бароко, неаполітанець за походженням.

## Історія вивчення і творчий спадок
Гаспаре Траверсі належить до забутих майстрів XVIII століття. Відновлення його життепису і творчого надбання сталося лише у 1920-ті роки. Дивними чином про художника, що працював у Неаполі, а потім у Римі, майже ніхто з сучасників не згадував. Тільки Карло Бьянконі (Carlo Bianconi), художник з міста Болонья 1776 року (тобто через шість років по його смерті) згадав про майстра і сповістив, що той походив з Неаполя, а в останні роки життя перебрався на працю у Рим.
Дослідження в архівах і в збірках у XX столітті дозволили окреслити теми і жанри, котрі розробляв Гаспаре Траверсі, а також приблизну кількість його творів, що дійшли до XX століття. Відомо приблизно п'ятдесят картин біблійної тематики, п'ятдесят портретів його пензля та близько сотні  картин побутового жанру. Твори художника помилково відносили до творчості П'єра Леоне Гецці, Джузеппе Боніто або Коррадо Джакінто .
Лише на вісімнадцяти  картинах знайдений підпис художника, а датовані серед збережених творів тільки десять. Вартісна художня якість картин Гаспаре Траверсі сприяла придбанню його творів як у провінційні італійські збірки, так і у музейні збірки різних країн.
Мистецтвознавець з Італії Роберто Лонгі звернув увагу на групу майстрів доби бароко, що посіли особливе місце в мистецтві тої доби. Вони не дотримувались «Величної манери» і не були прихильниками караваджизму. Невеличкі запозичення з обох стилістичних напрямків лише підтвердили їх співіснування з караваджистами і майстрами офіційної Величної манери («maniera grande»). При цьому ці майстри не втрачали своєї індивідуальності, своєї несхожості на творців церковних і палацових фресок чи прихильників тенебризму. Частка цих майстрів працювала і по змовам релігійних громад, але трактувала біблійні композиції у побутовому характері.
Роберто Лонгі і назвав їх «художники реальності». За життя вони не входили у якесь окреме художнє товариство, не були знайомими і жили у різні століття. Їх поєднання у окрему групу і назва «художники реальності» — пізні, штучні і умовні, бо художники реальності існували і до XVII ст., і після нього. Серед них опинився і забутий Гаспаре Траверсі.

## Життєпис, відновлені факти
Походить з міста Неаполь. Рік народження майстра відраховують приблизно від одного церковного свідоцтва, в котрому вказано, що Траверсі мав 45 років у 1768 році. Його народження припадає на злам 1722/1723 рр. Батьки, Доменіко і Маргеріта Траверсі, мали восьмеро дітей. Гаспаре був старшим.
Художню майстерність опановував під керівництвом неаполітанського художника Франческо Солімена , досить старого на той час. Нічого від стилістики пізнього і бравурного бароко Солімени учень не взяв.
1742 року у Неаполь прибув священик-францисканець Рафаелло Россі да Луганьяно. Вони познайомились і Рафаелло Россі да Луганьяно став покровителем художника на довгі роки. За замовою Рафаелло Россі Траверсі виконав декілька релігійних композицій для францисканської громади міста П'яченца, де мешкав Рафаелло Россі.
Художник декілька разів відвідав Рим, допоки 1752 року не оселився там. Мешкав у старовинному районі Трастевере, схожому на забудову Неаполя. Належав до приходу церкви Санта-Марія-ін-Трастевере, в записах церкви знайдено звістку про нього, як про постійного мешканця Риму.
Тобто, з 1755 року він отримав статус громадянина в папській столиці. 1756 року до брата-художника приєдналась сестра Катарина. Вони не розлучились і після того, як Катарина вийшла заміж 1758 року. 1759 року Гаспаре Траверсі пошлюбився сам із Розою Орланді, вінчання відбулось 13 лютого в церкві Санта-Марія-ін-Трастевере. Подружжя мешкало в домі батьків Орланді. Роза народила чотирьох дітей — сина Джузеппе та доньку Маргеріту, ще двоє малих синів померли в дитинстві. 1760 року помер меценат художника Рафаелло Россі да Луганьяно.
1764 року Тоскана, Неаполітанське королівство та Папська держава голодували через неврожай. У Гаспаре Траверсі (як і у більшості митців ) помітно зменшились замови і прибутки. Родина якось перемоглась і 1769 року Гаспаре Траверсі навіть прийняв до себе мати дружини з її дорослими дітьми. До кінця XX століття 1769 роком позначали і дату смерті художника. За новими даними він помер у 1770 році в Римі.

## Вибрані твори

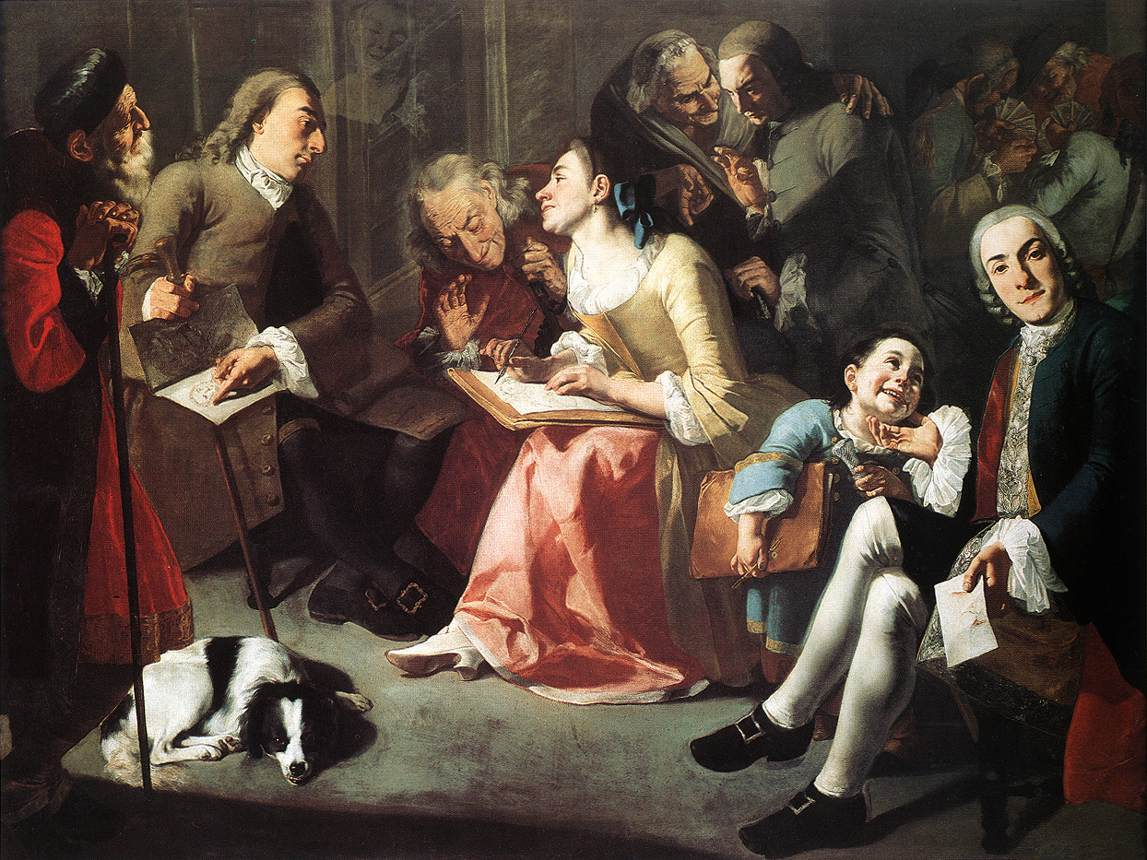
«Урок малювання», 1750 р., Художній музей Нельсон-Аткінса, Канзас Сіті, США

- «Автопортрет», Сієтл, Сполучені Штати
- «Священик Рафаелло Россі да Луганьяно»
- «Знущання дружини над старим Іовом». Національний музей (Варшава)
- «Смертний час Святого Єроніма», музей Каподімонте, Неаполь
- «Добре майбутнє» («Ворожіння»)
- «Концерт», 1760 р.
- «Спокуса»
- «Медична операція», 1754 р., Державна галерея, Штутгарт
- «Читають листа». Ермітаж, Санкт-Петербург[2]
- «Урок малювання», 1750 р., Художній музей Нельсон-Аткінса, Канзас Сіті, США
- «Урок музики», Ермітаж, Санкт-Петербург
- «Якби молодість знала, якби старість могла» («Портретування»), 1754 р., Лувр, Париж
- «Убивство Амнона на бенкеті у Авесалома»
- «Саломея з відрубаною головою Івана Хрестителя»

## Галерея вибраних творів

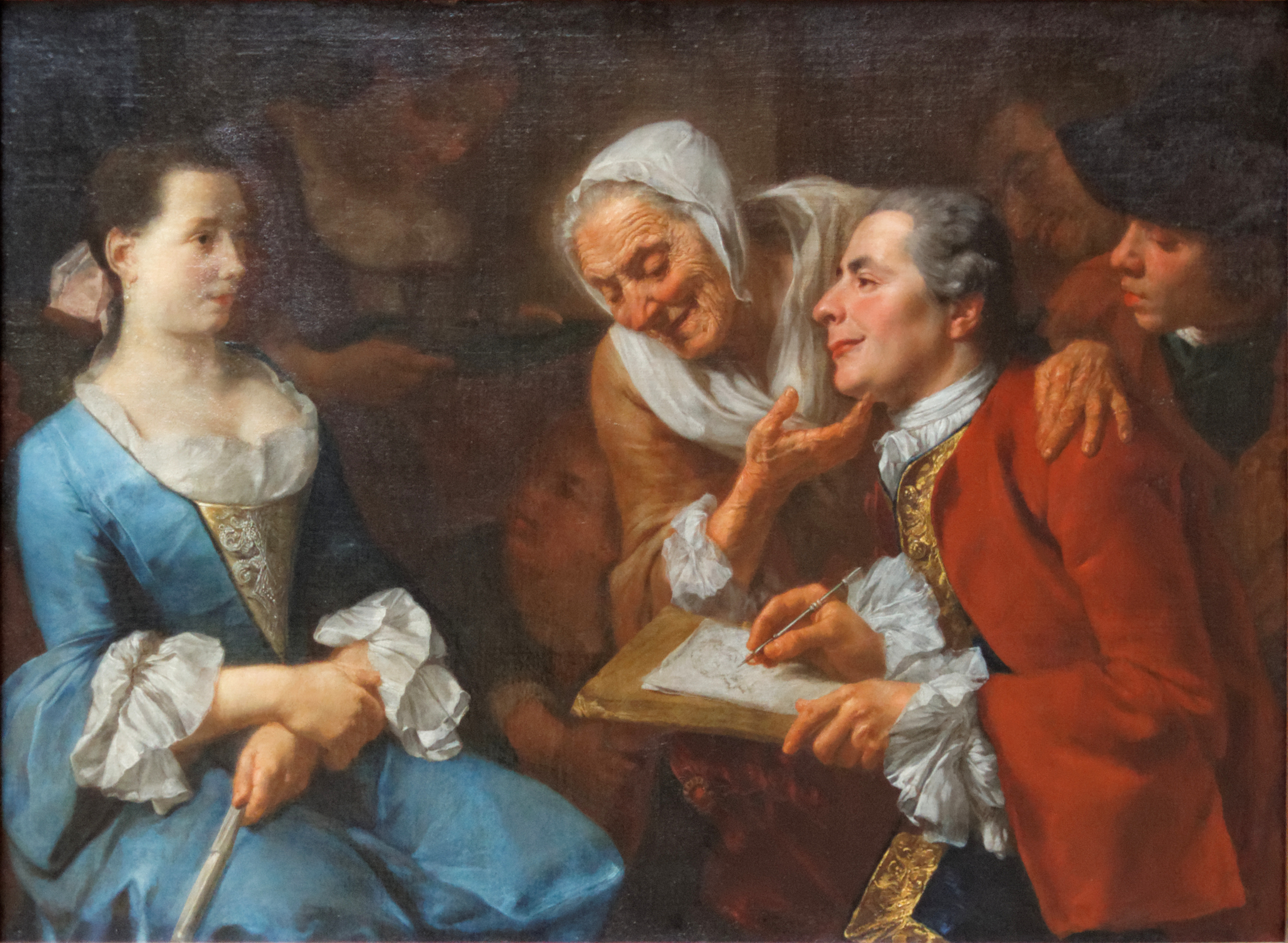
«Якби молодість знала, якби старість могла» («Портретування»), 1754 р., Лувр, Париж

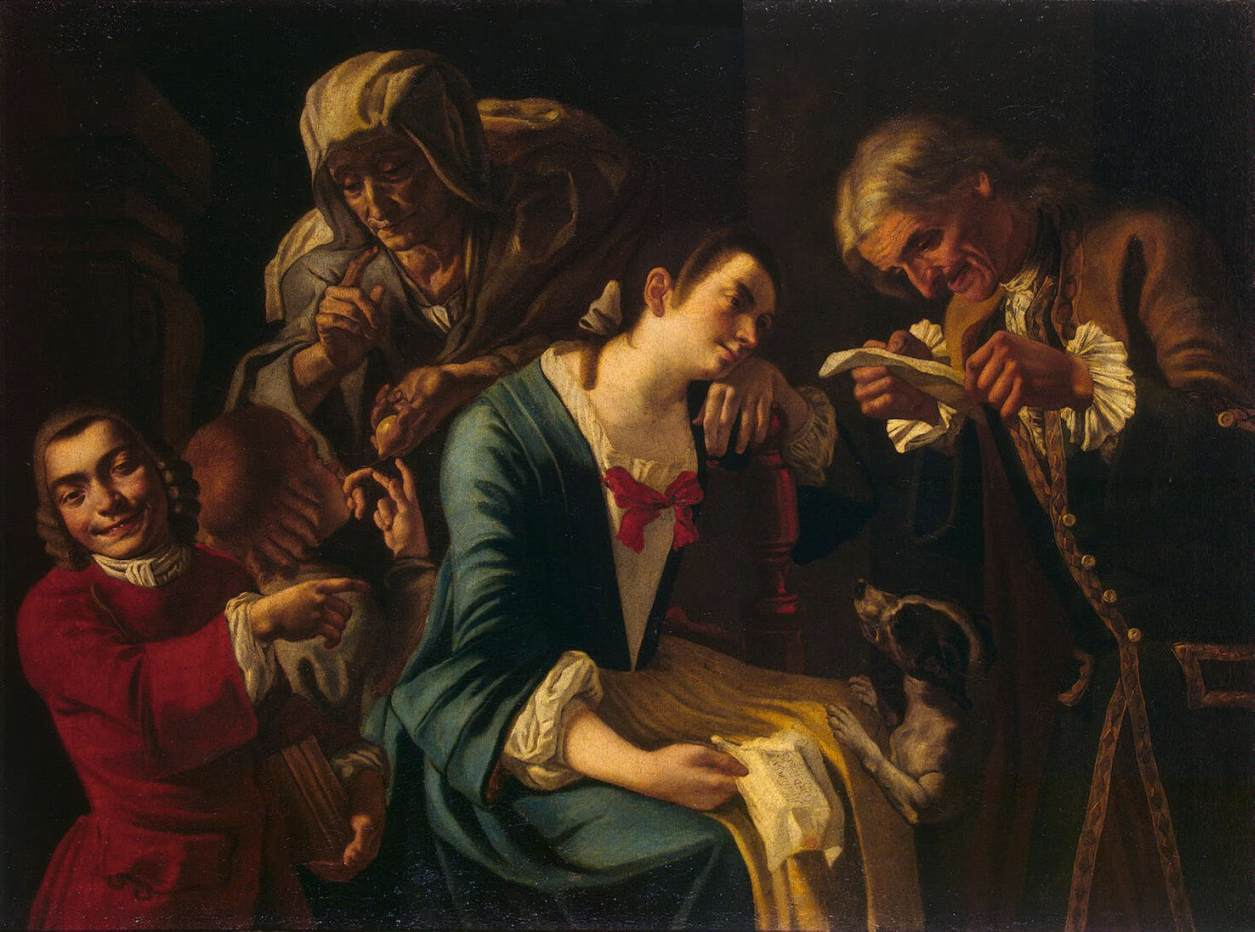
«Читають листа». Ермітаж, Санкт-Петербург
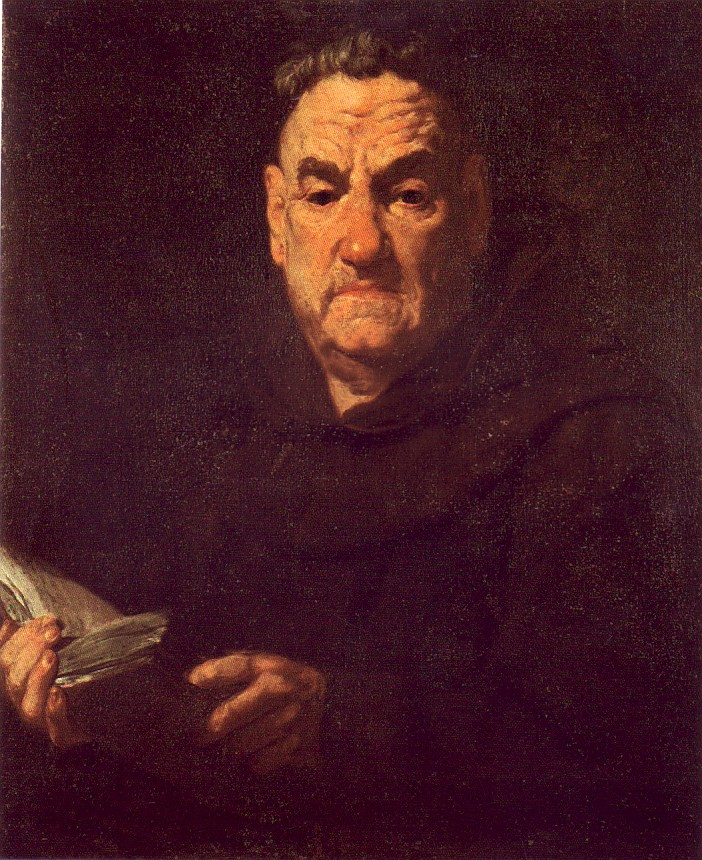
«Священик Рафаелло да Луганьяно». бл. 1750 р.
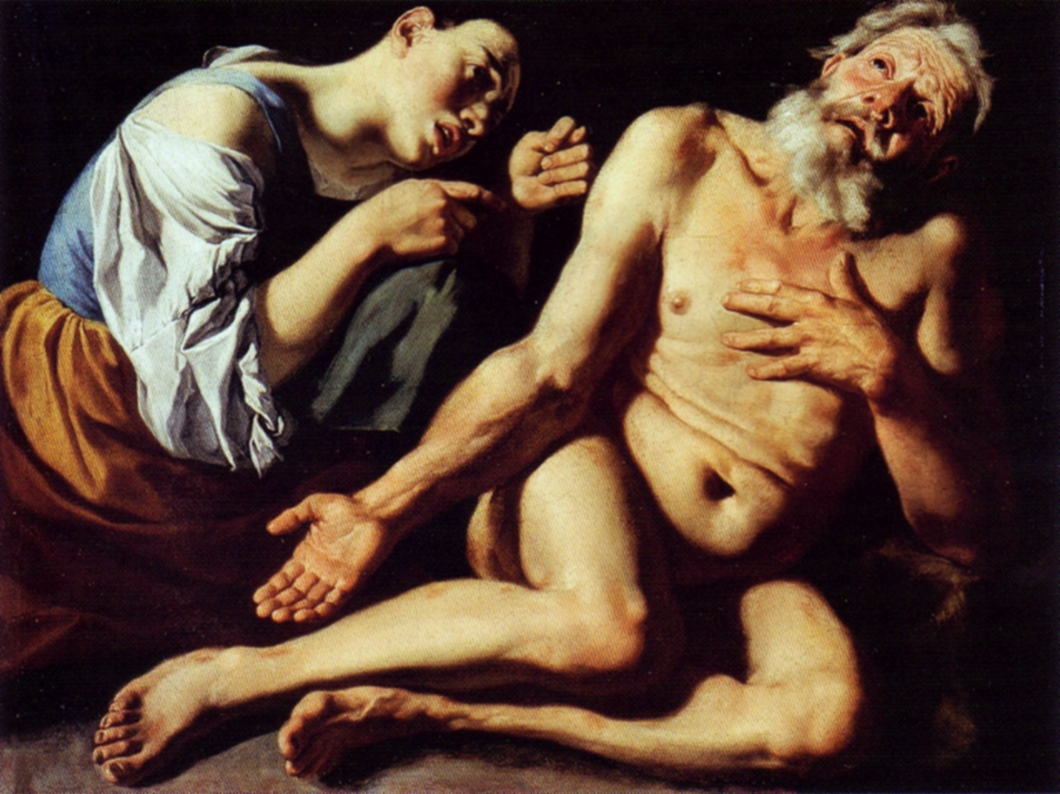
«Знущання дружини над старим Іовом». Національний музей (Варшава)
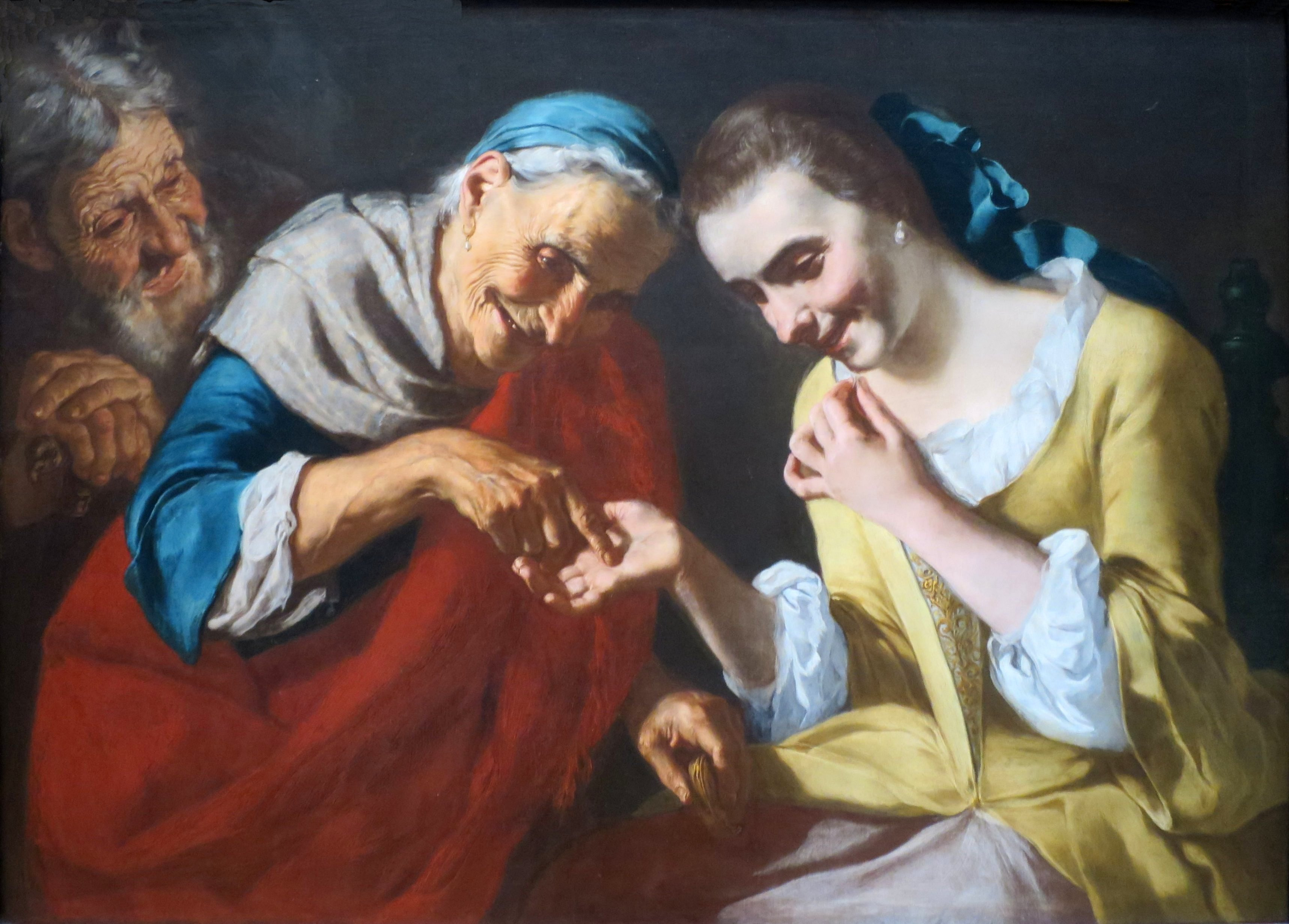
«Добре майбутнє»